# 巴尼奥利-德尔特里尼奥
巴尼奥利-德尔特里尼奥（義大利語：Bagnoli del Trigno），是意大利伊塞尔尼亚省的一个市镇。总面积36平方公里，人口779人，人口密度21.6人/平方公里（2009年）。ISTAT代码为094003。